# Malchehue
Malchehue, es un caserío de la comuna de Panguipulli, ubicado al sur de la ciudad de Panguipulli y al oeste del Lago Panguipulli.
Aquí se encuentra la Escuela Rural Malchehue.

## Accesibilidad y transporte
Malchehue se encuentra a 14,4 km del Pirehueico a través de la Ruta 203.